# Platan v ulici Nové mlýny
Platan v ulici Nové mlýny v Praze 1–Novém Městě, označovaný někdy také jako „platan u sv. Klimenta“ nebo „platan v Klimentské ulici“, je mohutný platan javorolistý (Platanus hispanica, ale i Platanus acerifolia), který roste za vysokou zdí vpravo vedle vjezdových vrat do dvorku domu č.p. 1245, u křižovatky ulic Nové mlýny a Klimentská, proti kostelu svatého Klimenta. Jeho široká koruna je zvenku dobře viditelná a přesahuje daleko do křižovatky, kmen stromu ale není běžně přístupný.

## Základní údaje
- rok vyhlášení: 2002[1]
- odhadované stáří:  asi 155 let (v roce 2016)[2]
- obvod kmene: 330 cm (2010), 340 cm (2013)
- výška: 24 m (2010)
- výška koruny: 21 m (2010)
- šířka koruny: 24 m (2010)

## Stav stromu
Strom je ve výborném stavu, potřebuje pouze občasný zdravotní řez.

## Další zajímavosti
V uvedené lokalitě kdysi bývala osada Poříčí. Bohatou historii má protější gotický kostel sv. Klimenta, který je v současné době sídlem farního sboru Českobratrské církve evangelické. Je chráněn jako kulturní památka České republiky, stejně jako o kousek dál se vypínající Novomlýnská vodárenská věž – ta svou výškou 42 metrů platan přece jen výrazně převyšuje. Asi 350 m od platanu je možné najít další památný strom, dub letní v Řásnovce.
V těsné blízkosti stromu, místo nynějšího jednopatrového novogotického domku v Klimentské ulici s garáží a úzkým dvorkem, byla navržena sedmipodlažní novostavba rezidenčního domu. Po dlouhodobých připomínkách byla stavba v květnu 2024 zahájena, s předpokládaným dokončením na jaře 2026.